# Хоседа-Хардский сельсовет
Хоседа-Ха́рдский сельсовет — сельское поселение в Заполярном районе Ненецкого автономного округа Архангельской области.
Административный центр и единственный населённый пункт — посёлок Харута.

## География
Хоседа-Хардский сельсовет, включающий единственный посёлок Харута с окружающими территориями, занимает площадь 5,12 км². Большая часть территории (включая сам посёлок) находится на левом берегу реки Адзьвы и на правом берегу её притока — реки Харутаю, меньшая (аэропорт Харута) — на правом берегу Адзьвы.
Хоседа-Хардский сельсовет является эксклавом Заполярного района, Ненецкого автономного округа и Архангельской области в целом. Со всех сторон он окружён территориями городского округа Инта и Республики Коми, для которых сельсовет является анклавом.

## Население
| 2010 | 2011 | 2012 | 2013 | 2014 | 2015 | 2016 | 2017 | 2018 |
| ---- | ---- | ---- | ---- | ---- | ---- | ---- | ---- | ---- |
| 538  | ↗553 | ↘502 | ↘473 | ↗487 | ↘468 | ↘449 | ↘444 | ↘432 |
| 2019 | 2020 | 2021 | 2023 |      |      |      |      |      |
| ↘410 | ↗426 | ↗497 | ↗503 |      |      |      |      |      |